# Palazzo Dini (Neapel)

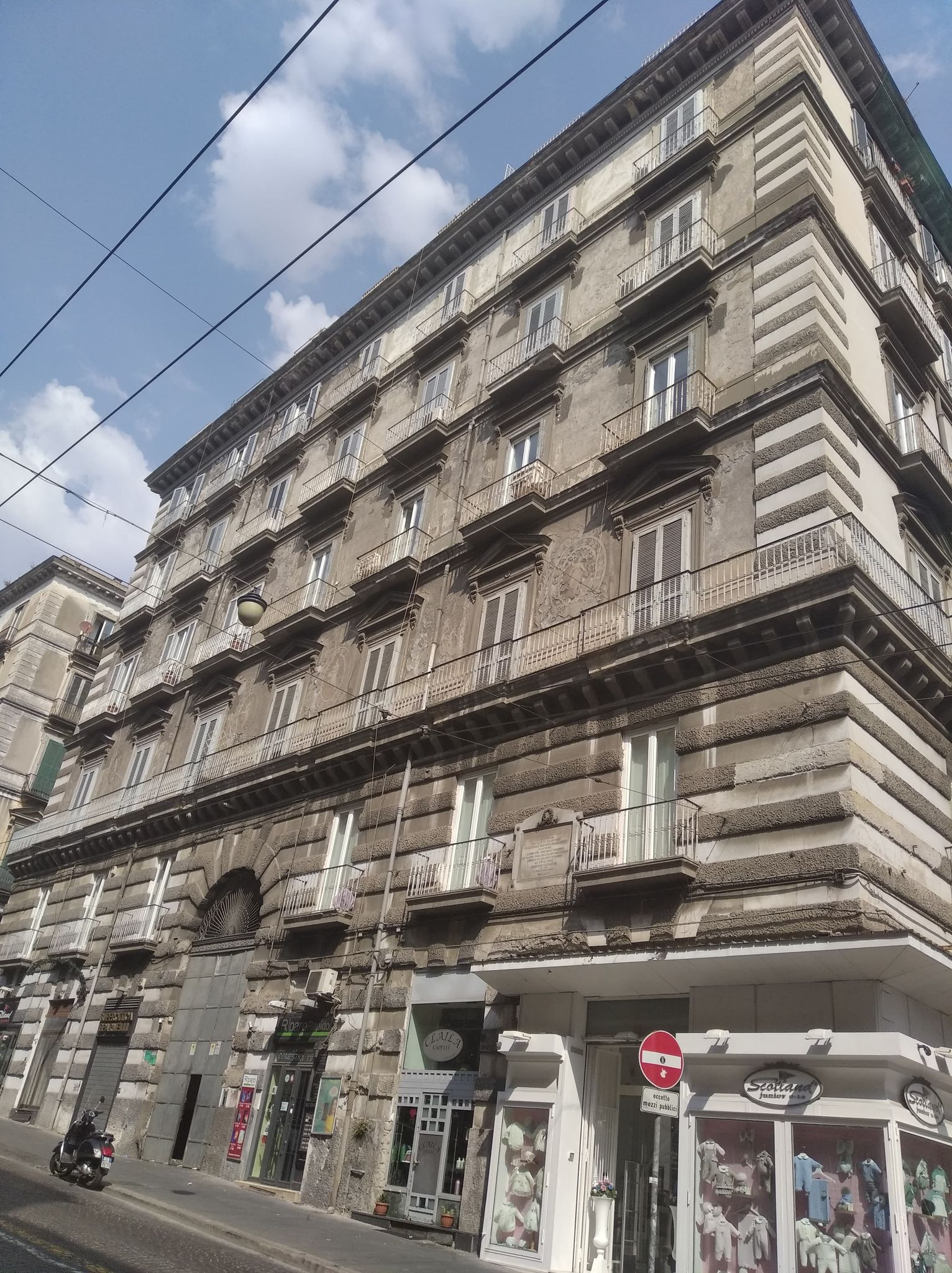
Palazzo Dini in Neapel: Fassade zur Via Enrico Pessina.

Der Palazzo Dini ist ein Palast aus den 1870er-Jahren im Viertel Avvocata in Neapel in der italienischen Region Kampanien. Er liegt in der Via Enrico Pessina, 73.

## Geschichte und Beschreibung
Das fünfstöckige Gebäude wurde in den 1870er-Jahren nach dem Abriss der Fosse del Grano (Getreidespeicher an der Stadtmauer) errichtet. Der Komplex zeigt eine klassizistische Ausrichtung, wenn auch die Verzierungen an der Straßenfassade, die heute in schlechtem Erhaltungszustand ist, aus dem ersten Jahrzehnt des 20. Jahrhunderts stammen – zu diesem Zeitpunkt wurde der Palast restauriert.
Im Empfangssalon müssen sich Statuen befunden haben, was man heute noch an den Nischen sieht, wogegen sich im ersten Obergeschoss Säle mit Gewölbedecken erhalten haben, die mit Fresken versehen sind. Eine weitere Besonderheit dieses Palastes besteht darin, dass sich auf dem Dachboden ein Taubenturm erhebt.
Das Gebäude, das nach dem projektierenden Architekten Gennaro Dini benannt ist, bewohnte Vincenzo Villari, ein Rechtsberater, der in der zweiten Hälfte des 19. Jahrhunderts lebte.

## Bildergalerie

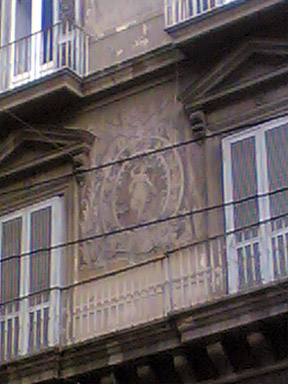
Detail der Fassadendekoration
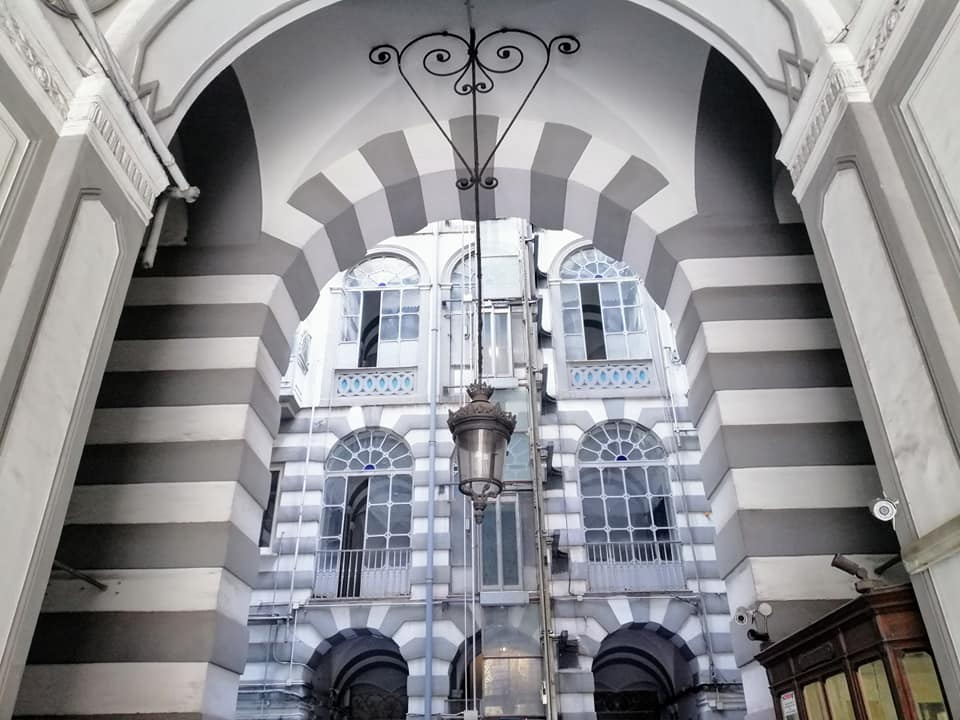
Empfangssalon und offene Treppe